# 亨廷頓伍茲 (密歇根州)
亨廷頓伍茲（英語：Huntington Woods）是一個位於美國密歇根州奧克蘭縣的城市。

## 人口
根據2020年美國人口普查的數據，亨廷頓伍茲的面積為3.86平方千米，當中陸地面積為3.86平方千米，而水域面積為0.00平方千米。當地共有人口6238人，而人口密度為每平方千米1,616人。